# جی ستریت
جی ستریت (انگلیسی: J Street) یک گروه طرفداری ناسودبر لیبرال مستقر در آمریکاست که هدف اعلام شدهٔ آن ترویج رهبری آمریکایی به منظور خاتمه دادن به مناقشات عرب‌ها و اسرائیل و اسرائیل-فلسطین به‌طور صلح آمیز و دیپلماتیک است. این گروه در آوریل ۲۰۰۸ تأسیس شد.
جی ستریت خود را سازمانی حامی اسرائیل توصیف می‌کند که از صلح بین اسرائیل و همسایگانش حمایت می‌کند.